# Selbitz (Gemeinde Rappottenstein)
Selbitz (früher auch Sellbitz) ist eine Ortschaft und eine Katastralgemeinde der Gemeinde Rappottenstein im Bezirk Zwettl in Niederösterreich. Die Ortschaft hat 56 Einwohner (Stand 1. Jänner 2024).

## Geschichte
Der Ort wurde 1171 zum ersten Mal schriftlich erwähnt, der Name geht auf das slawische Wort für „Schildkröte“ zurück und bezog sich auf das gleichnamige Adelsgeschlecht das mit Ort in Zusammenhang steht.
Im Jahr 1822 wurde der Ort als Dorf mit zwölf Häusern genannt, das nach Kirchbach eingepfarrt war, wohin auch die Kinder eingeschult wurden. Die Herrschaft Rottenbach besaß die Ortsobrigkeit und übte die Landgerichtsbarkeit aus, die Herrschaft Rosenau besorgte die Konskription und die Herrschaft Rappottenstein, Rottenbach, Stift Zwettl hatten die Grundherrschaft inne.
Mit der Aufhebung der Grundherrschaften wurde der Ort 1849 eine Katastralgemeinde der Gemeinde Kirchbach.
Laut Adressbuch von Österreich waren im Jahr 1938 in Selbitz mehrere Landwirte mit Direktvertrieb ansässig.
Am 1. Jänner 1972 wurde Selbitz als Teil der Gemeinde Kirchbach nach Rappottenstein eingemeindet.

## Siedlungsentwicklung
Zum Jahreswechsel 1979/1980 befanden sich in der Katastralgemeinde Selbitz insgesamt 18 Bauflächen mit 7.753 m² und 13 Gärten auf 8.739 m², 1989/1990 gab es 31 Bauflächen. 1999/2000 war die Zahl der Bauflächen auf 54 angewachsen und 2009/2010 bestanden 33 Gebäude auf 56 Bauflächen.

## Bodennutzung
Die Katastralgemeinde ist landwirtschaftlich geprägt. 122 Hektar wurden zum Jahreswechsel 1979/1980 landwirtschaftlich genutzt und 95 Hektar waren forstwirtschaftlich geführte Waldflächen. 1999/2000 wurde auf 110 Hektar Landwirtschaft betrieben und 106 Hektar waren als forstwirtschaftlich genutzte Flächen ausgewiesen. Ende 2018 waren 106 Hektar als landwirtschaftliche Flächen genutzt und Forstwirtschaft wurde auf 106 Hektar betrieben. Die durchschnittliche Bodenklimazahl von Selbitz beträgt 20,1 (Stand 2010).